# Библиотека Петко Славейкова (Велико-Тырново)
Региональная народная библиотека Петко Славейкова (болг. Регионална народна библиотека „Петко Рачов Славейков“) — областная библиотека в городе Велико-Тырново (Болгария).

## История
Велико-тырновская библиотека — одна из старейших в Болгарии. Основана в 1889 году как первая публичная библиотека в городе. Ее здание открыто 15 августа 1922 года.
Является наследником средневековых библиотек в городе Тырново, среди которых Патриаршеская библиотека в Патриаршеской церкви Святых Петра и Павла и Староболгарская библиотека, сгоревшая в 1842 году.